# Lupinus succulentus
Lupinus succulentus là một loài thực vật có hoa trong họ Đậu. Loài này được K.Koch miêu tả khoa học đầu tiên.

## Hình ảnh

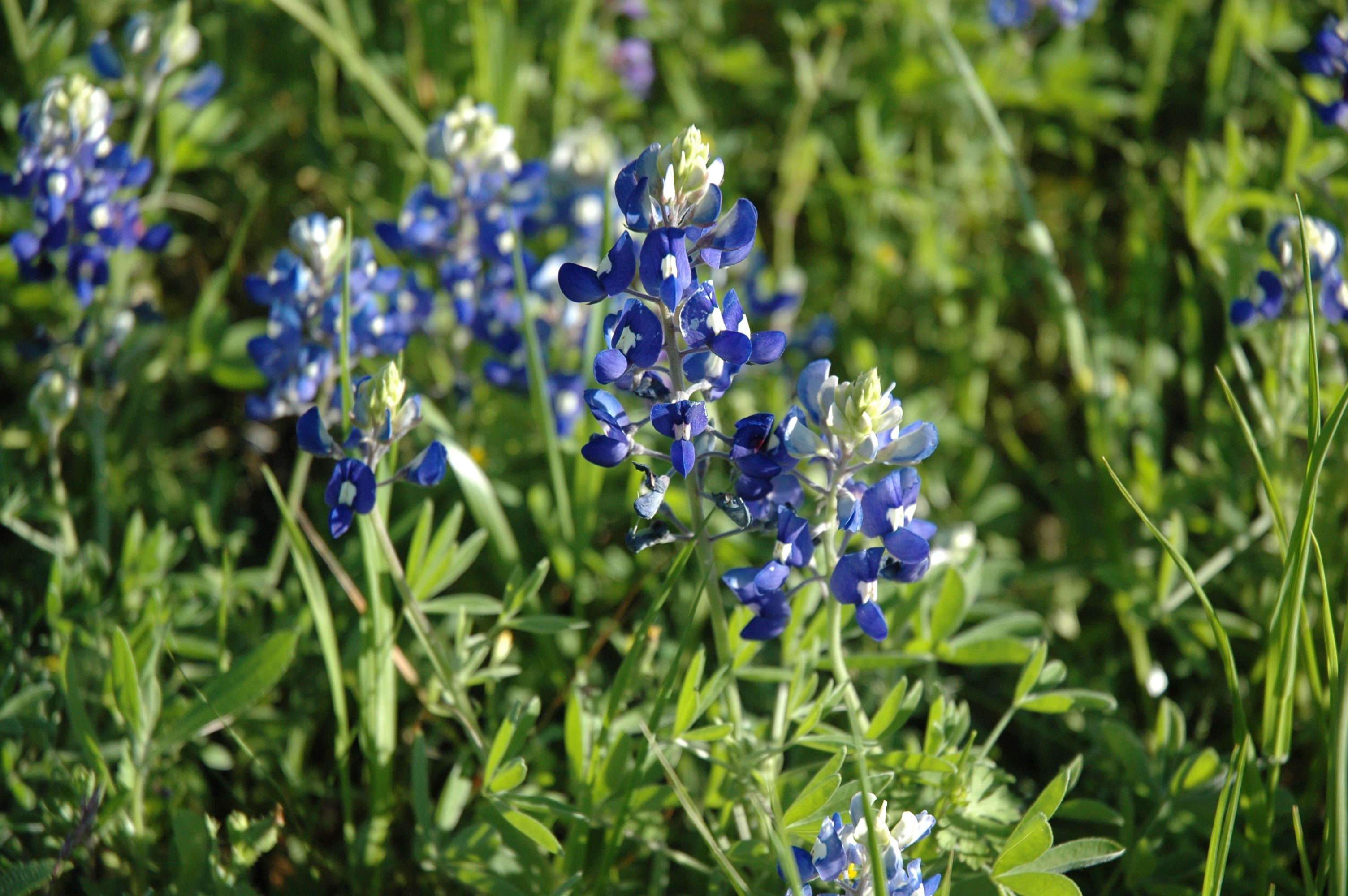
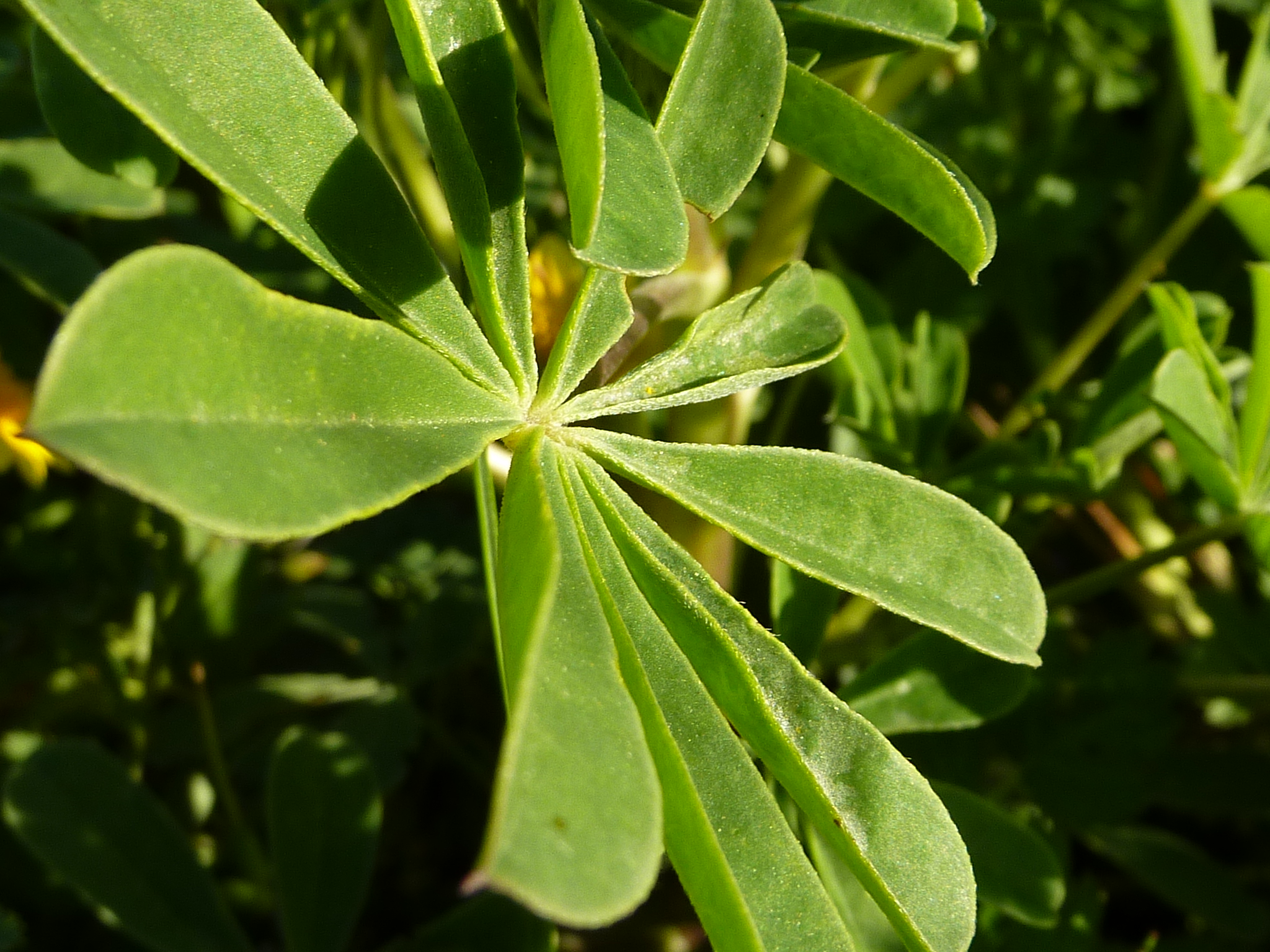
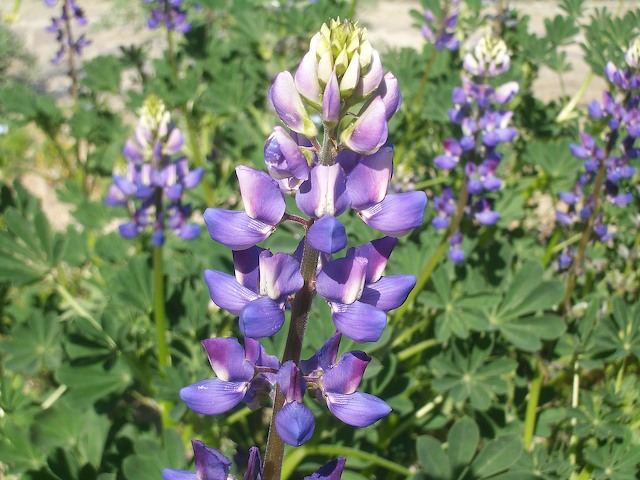
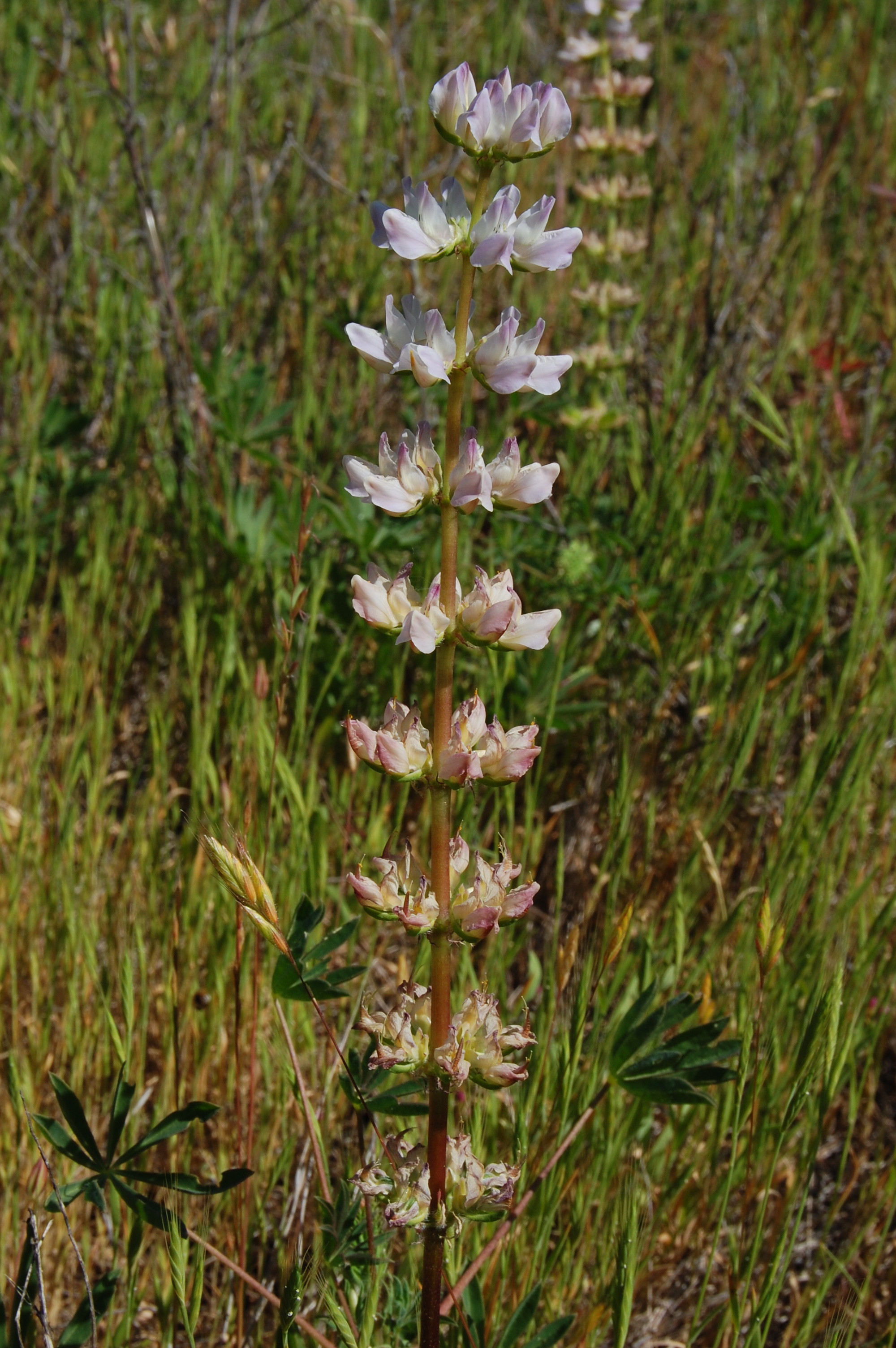